# Cholesterinester-Transferprotein
Das Cholesterinester-Transferprotein (CETP) ist eines von mehreren Proteinen, die in Wirbeltieren am Cholesterintransport zwischen unterschiedlichen Lipoprotein-Fraktionen beteiligt sind.
Biochemisch gesehen ist CETP ein porenbildendes Protein. Beim Menschen wird es primär in der Leber gebildet und von dort ins Blut abgegeben. Im Blut zirkuliert es hauptsächlich gebunden an High Density Lipoproteine (HDL). Mutationen im CETP-Gen sind Ursache für eine seltene Erbkrankheit mit erhöhten HDL-Werten.

## Wirkmechanismus von CETP
CETP ist ein Transferprotein, das Neutralfette (zum Beispiel Triglyceride und Cholesterinester) von einem Donorpartikel in seinen hydrophoben Tunnel aufnimmt, durch die wässrige Phase transportiert und an Lipoprotein-Akzeptoren abgibt.
Für den Lipoproteinstoffwechsel im menschlichen Organismus ist CETP von zentraler Bedeutung. Einerseits vermittelt das CETP die Übertragung der Cholesterinester von HDL auf Low Density Lipoproteine (LDL) oder Very Low Density Lipoproteine (VLDL). Diese transportieren das Cholesterin in erster Linie in die Peripherie. Diese Aktivität des CETP, die tendenziell pro-atherogen wirkt, wird als heterotypische Aktivität bezeichnet. Andererseits ist das CETP auch maßgeblich am Lipidtransfer innerhalb der HDL-Fraktionen, dem Reifeprozess der HDL-Partikel (HDL-Remodeling) beteiligt. Da HDL das Cholesterin im Rahmen des reversen Cholesterintransports aus den Gefäßen zurück zu den Leberzellen transportiert, die das Cholesterin schließlich in Form von Gallensäure und freiem Cholesterin über die Galle ausscheiden, wirkt diese sogenannte homotypische Aktivität des CETP antiatherogen.

## CETP und Atherosklerose
Die Wechselwirkung zwischen CETP-Aktivität und der Entstehung atherosklerotischer Gefäßveränderungen ist komplex. Die Hauptfunktion von CETP im menschlichen Organismus ist der Cholesterintransport von den anti-atherogenen HDL in Richtung der pro-atherogenen LDL. Deshalb wirkt die CETP-Aktivität tendenziell atherosklerosefördernd. Aus der Evolutionsperspektive betrachtet dürfte sich CETP als ein Werkzeug entwickelt haben, mit dem lebensnotwendiges Cholesterin im Körper zurückgehalten wird. Unter den veränderten Ernährungsbedingungen der Gegenwart steht jetzt der pro-atherogene Effekt im Vordergrund.

## CETP-Inhibition und -Modulation
Die CETP-Aktivität kann pharmakologisch beeinflusst werden. Dabei unterscheidet man zwischen CETP-Inhibitoren, die sowohl die heterotypische als auch die homotypische Aktivität beeinflussen, und CETP-Modulatoren, die selektiv die heterotypische Aktivität, den pro-atherogenen Transfer zwischen HDL und LDL/VLDL, inhibieren.
Eine Inhibition bzw. Modulation der CETP-Aktivität bewirkt unter anderem:
- Erhöhung der HDL-Konzentration[1][2][6]
- Erhöhung der Konzentration an Apolipoprotein A1 sowie des ApoA-1-Spiegels[1][2][6][7]
- Erhöhung der Gesamt-HDL-Partikelzahl[8]
- Erhöhung der HDL-Partikelgröße[1]
- Reduktion der LDL-Konzentration[2][6]
- Erhöhung der LDL-Partikelgröße[2]
- Reduktion des Cholesteringehalts von Chylomikronen und VLDL[1]

Insbesondere durch ihre Effekte auf die HDL-Fraktion mit Erhöhung von HDL-Partikelzahl und HDL-Konzentration haben die CETP-Inhibition bzw. -Modulation ein anti-atherogenes Potenzial. Erhöhte HDL-Cholesterin-Spiegel im Blut waren unter anderem in der Framingham-Studie und in der TNT-Studie mit einer niedrigeren kardiovaskulären Ereignisrate assoziiert. Bekannt ist außerdem, dass ein CETP-Mangel im Menschen mit einem deutlichen Anstieg des HDL-Cholesterins einhergeht. Schließlich führte die Inhibition der CETP-Aktivität in Tiermodellen konsistent zu einer Hemmung der Atherosklerose. Unter anderem aus diesen Gründen gelten die CETP-Inhibition und -Modulation als vielversprechende Ansätze zur Therapie einer Dyslipidämie beziehungsweise als mögliche Behandlungsoptionen zur Verringerung des mit einer Fettstoffwechselstörung einhergehenden erhöhten kardiovaskulären Risikos.

## CETP-Inhibitoren und -Modulatoren
CETP-Inhibitoren und -Modulatoren sind pharmakologische Substanzen, die eine vollständige oder selektive Inhibition der CETP-Aktivität bewirken. Dabei handelt es sich um eine heterogene Substanzklasse, deren Vertreter sich hinsichtlich der chemischen Struktur, der physikochemischen Eigenschaften und des Wirkmechanismus unterscheiden.
In klinischer Entwicklung befanden oder befinden sich unter anderem die CETP-Inhibitoren Torcetrapib, Anacetrapib und Evacetrapib sowie der CETP-Modulator Dalcetrapib. Im Gegensatz zu den ersten drei Substanzen, die das CETP durch die Bildung eines Triple-Komplexes aus HDL, CETP und Wirkstoff komplett blockieren, bewirkt Dalcetrapib lediglich eine Inhibition des Lipidtransfers zwischen HDL und LDL/VLDL. Während der ältere CETP-Inhibitor Torcetrapib die Erwartungen nicht erfüllen konnte, zeigten neuere Substanzen wie Anacetrapib und Dalcetrapib in klinischen Studien neben einer günstigen Beeinflussung des Lipoproteinprofils auch ein günstiges Nebenwirkungsprofil. Auf Grund der komplexen Zusammenhänge der CETP-Wirkung ist die Erhöhung des HDL-Cholesterins alleine noch kein ausreichender Marker für den klinischen Nutzen. Ein zentraler Parameter scheint die Funktionalität der HDL-Partikel selbst zu sein. Eine wesentliche Funktion des HDL im Rahmen des reversen Cholesterintransports liegt in der Aufnahme des Cholesterins aus den Makrophagen (Cholesterin-Efflux). Studiendaten belegen, dass eine hohe Cholesterin-Efflux-Kapazität unabhängig von der Höhe des HDL-Cholesterin-Spiegels mit einem niedrigeren Risiko für eine koronare Herzerkrankung einhergeht. Entscheidend im Hinblick auf einen möglichen therapeutischen Nutzen ist letztlich jedoch, ob die Substanzen in klinischen Studien eine Reduktion der kardiovaskulären Ereignisrate nachweisen können.

### Torcetrapib
Der Hersteller Pfizer hat die Entwicklung von Torcetrapib bereits 2006 gestoppt. Die Bindung von Torcetrapib an CETP führt zur Ausbildung eines hoch-affinen Komplexes aus Torcetrapib, CETP und HDL. Der Effekt der Substanz auf die kardiovaskuläre Ereignisrate wurde in der Phase III-Studie ILLUMINATE bei Patienten mit Herz-Kreislauf-Erkrankungen untersucht. Es kam zu einem statistisch signifikanten Anstieg der HDL-Cholesterin-Spiegels um 72 Prozent. Trotzdem wurde die Studie abgebrochen, da die Behandlung mit Torcetrapib mit einem erhöhten Risiko von kardiovaskulären Ereignissen und einer erhöhten Sterblichkeit einherging. Als mögliche Ursache für die erhöhte Mortalität
wird unter anderem ein Anstieg des Blutdrucks um 5,4 mmHg unter Torcetrapib diskutiert. Ursache dieses Effekts könnte eine Induktion der Expression der Aldosteronsynthase gewesen sein. Ein weiterer Erklärungsansatz ist der spezifische Wirkmechanismus von Torcetrapib mit der genannten Komplexbildung, die ungünstige Effekte auf die Funktion der schützenden HDL-Partikel gehabt haben könnte. Gleichzeitig belegt eine nachträgliche Auswertung der ILLUMINATE-Studie jedoch auch eine Verbesserung der glykämischen Kontrolle bei Typ-2-Diabetikern unter Torcetrapib. So führte die Behandlung mit dem CETP-Inhibitor in dieser Subgruppe unter anderem zu einer Senkung des Blutzuckerspiegels und des HbA1c-Wertes. Diese Ereignisse weisen auf das protektive Potential höherer HDL-Konzentrationen auf die Beta-Zelle hin.

### Anacetrapib
Der CETP-Inhibitor Anacetrapib der Firma MSD wird aktuell in einer klinischen Phase-III-Studie getestet – erste Ergebnisse werden nicht vor 2016 erwartet. In einer Phase III-Sicherheitsstudie bei Patienten mit Dyslipidämie zeigte sich ein Anstieg der HDL-C-Konzentration um 139 Prozent, die LDL-C-Konzentration sank gleichzeitig um knapp 40 Prozent. Die tatsächlichen klinischen Auswirkungen dieser veränderten Parameter sind, wie auch der genaue Wirkmechanismus von Anacetrapib, Gegenstand weiterer Untersuchungen. Hinweise auf einen Blutdruckanstieg unter Therapie mit Anacetrapib gab es nicht. Ein Problem mit Anacetrapib scheint zu sein, dass es nach Einnahme für bis zu 4 Jahre im Körper bleibt, ohne vollständig eliminiert zu werden.

### Evacetrapib
Der CETP-Inhibitor Evacetrapib des Herstellers Lilly befindet sich ebenfalls in der klinischen Phase III.

### Dalcetrapib
Mit Dalcetrapib des Herstellers Roche wurde ein CETP-Modulator in klinischen Studien getestet. Die klinische Entwicklung auch dieser Substanz wurde 2012 gestoppt. Dalcetrapib bindet ausschließlich an CETP und führt nicht zu einer Ausbildung von Triple-Komplexen mit HDL. Im Gegensatz zu den CETP-Inhibitoren bewirkt Dalcetrapib keine vollständige Inhibition der CETP-Aktivität. Stattdessen induziert es eine Änderung der CETP-Konformation, wodurch die heterotypische Aktivität des CETP, die Vermittlung des Cholsterintransfers von HDL auf LDL und VLDL, unterbunden wird. Die homotypische Aktivität, d. h. der Lipidtransfer innerhalb der HDL-Fraktionen (HDL-Remodeling) wird dagegen nicht beeinflusst. Dies lässt darauf schließen, dass die Funktionalität des HDL-Partikel unter Dalcetrapib vollständig erhalten bleibt. Tierversuche am Hamster zeigen zudem, dass sich bei der Therapie mit Dalcetrapib die Ausscheidung von Cholesterin-Abbauprodukten erhöhte, der reverse Cholesterintransport also verstärkt wurde. Dies deutet ebenfalls darauf hin, dass HDL in seiner Funktion erhalten bleibt.
In klinischen Phase-II-Studien bewirkte Dalcetrapib einen Anstieg des HDL-Cholesterins um circa 30 Prozent. Es kam weder zu einem Blutdruckanstieg noch zu einer Induktion der Aldosteronsynthase. In Phase-IIb-Studien zeigte Dalcetrapib zudem ein in der Behandlung mit Placebo vergleichbares Nebenwirkungsprofil. Als Konsequenz aus den günstigen Phase-II-Daten wurde Dalcetrapib in dem umfassenden Studienprogramm dal-HEART untersucht. Es umfasste fünf Phase-III-Studien bei Patienten mit koronarer Herzerkrankung. Erste Ergebnisse aus den beiden Studien dal-VESSEL und dal-PLAQUE, die im Rahmen der Jahrestagung der European Society of Cardiology (ESC) 2011 vorgestellt wurden, bestätigten den günstigen Einfluss von Dalcetrapib auf das Lipidprofil. Die Studien belegten zudem erneut die gute Verträglichkeit und Sicherheit von Dalcetrapib: Die Endothelfunktion wurde nicht negativ beeinflusst; der Blutdruck stieg nicht an. Darüber hinaus bewirkte Dalcetrapib eine signifikante Reduktion der Gesamtgefäßoberfläche (Total Vessel Area), was auf eine im Vergleich zu Placebo abgeschwächte Progression der Atherosklerose hinweist. Allerdings wurden die Phase-III-Studien mit 15.000 Probanden aufgrund mangelnder klinischer Wirksamkeit Anfang Mai 2012 von Roche beendet.